# Castelnaud-la-Chapelle
Castelnaud-la-Chapelle (trong tiếng Occitan Castèlnau e la Capèla) là một xã của Pháp, nằm ở tỉnh Dordogne trong vùng Aquitaine của Pháp. Xã này có diện tích 20,88 km2, dân số năm 2007 là 461 người. Xã nằm ở khu vực có độ cao trung bình 71 m trên mực nước biển.

## Thông tin nhân khẩu
| Năm    | 1962 | 1968 | 1975 | 1982 | 1990 | 1999 | 2007 |
| ------ | ---- | ---- | ---- | ---- | ---- | ---- | ---- |
| Dân số | 497  | 440  | 380  | 374  | 408  | 426  | 461  |